# Poa boxiana
Poa boxiana là một loài cỏ trong họ hòa thảo, thuộc chi poa.